# Velluire
Velluire is een plaats en voormalige gemeente in het Franse departement Vendée (regio Pays de la Loire) en telt 508 inwoners (1999). De plaats maakt deel uit van het arrondissement Fontenay-le-Comte.

## Geschiedenis
Velluire is op 1 januari 2019 gefuseerd met de gemeente Le Poiré-sur-Velluire tot de gemeente Les Velluire-sur-Vendée. 

## Geografie
De oppervlakte van Velluire bedraagt 9,5 km², de bevolkingsdichtheid is 53,5 inwoners per km².
De onderstaande kaart toont de ligging van Velluire met de belangrijkste infrastructuur en aangrenzende gemeenten.

## Demografie
Onderstaande figuur toont het verloop van het inwonertal.